# Osečina (općina)
Općina Osečina (ćirilica: Општина Осечина) je općina u Kolubarskom okrugu u Središnjoj Srbiji. Središte općine je naselje Osečina.

## Stanovništvo
Općina Osečina se sastoji od 20 naselja. Prema popisu stanovništva iz 2002. godine općina je imala 15.135 stanovnika,  a prirodni priraštaj je iznosio -10,1 %. Po podacima iz 2004. godine broj zaposlenih u općini iznosi 1.826 ljudi. U općini se nalazi 14 osnovnih škola i jedna srednja škola.